# Associazione Calcio Marzotto 1969-1970
Questa pagina raccoglie le informazioni riguardanti l'Associazione Calcio Marzotto nelle competizioni ufficiali della stagione 1969-1970.

## Rosa
| N. |                   | Ruolo | Calciatore          |
| -- | ----------------- | ----- | ------------------- |
|    | Italia (bandiera) | A     | Sergio Bagatti      |
|    | Italia (bandiera) | C     | Franco Baggio       |
|    | Italia (bandiera) |       | Barban              |
|    | Italia (bandiera) | C     | Pierluigi Bassanese |
|    | Italia (bandiera) | D     | Attilio Berti       |
|    | Italia (bandiera) | P     | Luigi Bertossi      |
|    | Italia (bandiera) | C     | Giovanni Bortoli    |
|    | Italia (bandiera) | D     | Gilberto Burtini    |
|    | Italia (bandiera) | D     | Fulvio Cattani      |
|    | Italia (bandiera) | C     | Gilberto Ciscato    |
|    | Italia (bandiera) | C     | Ivano De Vettor     |
|    | Italia (bandiera) |       | Ferrari             |
|    | Italia (bandiera) | C     | Gianni Lazzaretto   |

| N. |                   | Ruolo | Calciatore            |
| -- | ----------------- | ----- | --------------------- |
|    | Italia (bandiera) |       | Menti                 |
|    | Italia (bandiera) |       | Enzo Padovani         |
|    | Italia (bandiera) | C     | Graziano Rigo         |
|    | Italia (bandiera) | A     | Mariano Rogai         |
|    | Italia (bandiera) | A     | Idolino Rossetto      |
|    | Italia (bandiera) |       | Rossi                 |
|    | Italia (bandiera) | A     | Antonio Santagiuliana |
|    | Italia (bandiera) |       | Scanavin              |
|    | Italia (bandiera) | C     | Sandro Tiberi         |
|    | Italia (bandiera) | P     | Guiso Tomasi          |
|    | Italia (bandiera) | D     | Tiziano Turri         |
|    | Italia (bandiera) | C     | Ferruccio Zecchin     |